# Тобіас Кофлер
Тобіас Кофлер (італ. Tobias Kofler; 11 липня 1992, Штерцинг, Італія) — італійський хокеїст, нападник. Виступає за «Штерцинг/Віпетано» в Італійській Серії А.
Вихованець хокейної школи «Віпетано».
У складі молодіжної збірної Італії учасник чемпіонатів світу 2011 (дивізіон I). У складі юніорської збірної Італії учасник чемпіонатів світу 2008 (дивізіон I) і 2010 (дивізіон II).